# Ampedus gallicus
Ampedus gallicus là một loài bọ cánh cứng trong họ Elateridae. Loài này được Bouwer miêu tả khoa học năm 1990.